# 宇宙望遠鏡

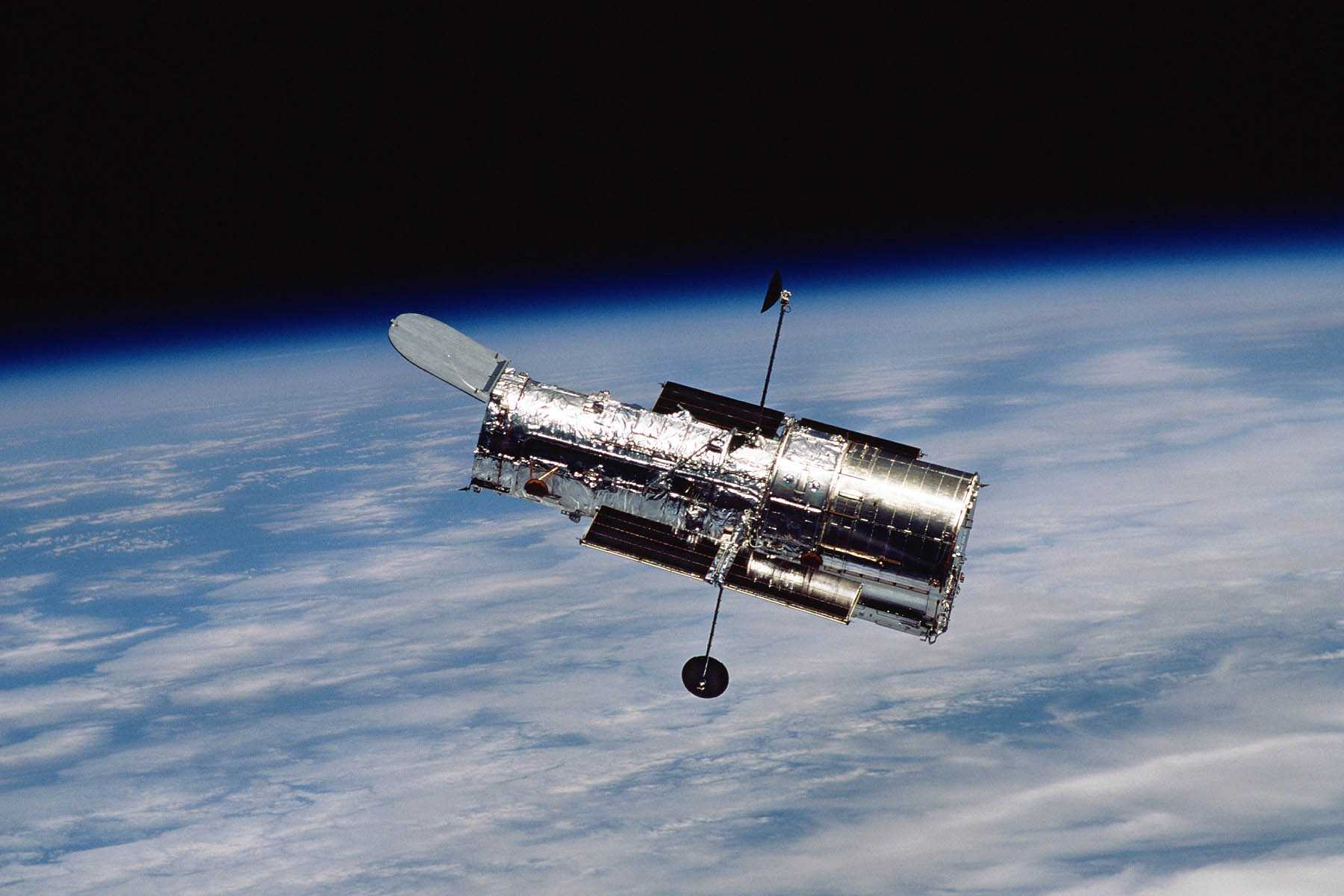
地上600kmに位置するハッブル宇宙望遠鏡

宇宙望遠鏡（うちゅうぼうえんきょう）とは、地球の衛星軌道上などの宇宙空間に打ち上げられた天体望遠鏡のことである。地上に設置された望遠鏡に対して多額の費用がかかることと、打ち上げを要する困難さはあるが、地球大気に邪魔されず観測できるため、現代観測天文学の重要な設備となっている。

## 宇宙望遠鏡の利点
最大の利点は、地球の大気による電磁波の吸収がないことである。ガンマ線やX線・紫外線・遠赤外線などは、大気に吸収されてしまうため地上からの観測が困難である。よって、大気圏外に望遠鏡を設置することで大気に邪魔されず観測を行える。
さらに、大気の流動による像の揺らぎがないことも大きな利点である。ハッブル宇宙望遠鏡は紫外線から近赤外線までの波長域の観測を行うが、大気による像の揺らぎがないことから、望遠鏡の回折限界いっぱいまで空間分解能を向上させられる。
大気とはあまり関係がないが、開口合成法によって大きな口径の観測装置を運用できる点もある。地球上に設置する場合には、その直径約12,756kmが開口合成による最大の口径となる。しかしながら、宇宙空間に展開する場合には、その制限がなくなる。

## 宇宙望遠鏡の難点
最大の困難は、その打ち上げである。ロケットで打ち上げる以上その積載重量には制限があり、口径10mクラス地上望遠鏡のような大きなサイズの宇宙望遠鏡は打ち上げられない。もちろん、打ち上げ失敗のリスクもある。さらに、いったん軌道上に送ってしまうと、一般的には改修したり新検出器を取り付けたりできない。
ハッブル宇宙望遠鏡は打ち上げ後、5度に渡りスペースシャトルによるメンテナンスが行われたが、スペースシャトルが運用されている時期であり地球に比較的近いという配置位置から可能であった例外的事例である。
さらに、同じサイズの地上望遠鏡に比べて費用がより高価であり、一般には運用期間も数年と短い。

## 様々な宇宙望遠鏡
- IRAS

アメリカのNASA、オランダのNIVR、イギリスのSERCが共同で計画した赤外線天文衛星である。1983年1月25日に打ち上げられ、10ヶ月間の観測を行った。
- ハッブル宇宙望遠鏡

1990年4月打ち上げ。大型光学式宇宙望遠鏡として、計画開始から打ち上げまで10年近い時間を要した大型宇宙望遠鏡。しかしながら、この望遠鏡によって撮影された天体現象や遥か彼方の銀河系などは、多くの天体観測家を魅了した。様々なトラブルに見舞われたが、宇宙飛行士の船外活動などによって修理が行われ、宇宙における多くの知見をもたらした。5回の修理ミッションを受け、30年以上に渡り活動している。
- スピッツァー宇宙望遠鏡

2003年8月打ち上げ。IRAS に続く、赤外線天文衛星。最初に宇宙望遠鏡を提唱したスピッツァー博士にちなむ衛星。IRAS よりも高い解像度を持つ望遠鏡と観測機器により、銀河系内部にある暗黒星雲の温度分布や恒星系の誕生におけるエネルギー観測に成果を上げている。2020年1月30日に運用終了。
- チャンドラX線観測衛星

X線観測衛星。宇宙でのX線による観測は、古くはスカイラブ計画における太陽コロナのX線観測から始まる。高感度のX線センサーを搭載して、中性子星やブラックホール周辺におけるX線バースト現象などの精密観測に多くの成果を上げている。
- X線観測衛星「XMM-Newton」

X線観測衛星。チャンドラX線観測衛星と同じくして、宇宙でのX線観測を行う衛星。より精度の高いセンサーを搭載することによって、遠く離れた電波銀河やクェーサー（活動銀河核）内部で起こるX線バースト現象などの精密観測に多くの成果を上げた。
- X線天文衛星 「すざく」 (ASTRO-EII)

2005年7月打ち上げ。硬X線から軟ガンマ線領域を観測できる、日本の衛星。一部の機器に不具合はあったものの、それまで打ち上げてきたX線観測衛星よりも、より高エネルギーの領域の観測が可能になった衛星。高エネルギー線のエネルギー分布や位置などの精密観測で多くの成果を上げた。2015年6月に機能停止。
- 赤外線天文衛星 「あかり」 (ASTRO-F)

2006年2月打ち上げ。赤外線領域を観測できる、日本の衛星。精密な光学系と精密な観測機器によって、IRAS が捉えた赤外線分布よりも、より精度の高い赤外線分布を測定できる衛星。恒星周辺のガス分布や暗黒星雲の温度分布などを精密に捉え、多くの成果を上げた。2011年11月に運用終了。
- 太陽観測衛星 「ひので」 (SOLAR-B)

2006年9月打ち上げ。太陽を精密に観測できる、日本の衛星。太陽コロナの精密な分布や太陽表面で起こるフレア現象の解明などを目的とする。現在も観測が続き、太陽表面の彩層面や光球面で起こる、バースト現象などを詳しく観測して、多くの成果を上げている。
- 惑星観測衛星「ひさき」（SPRINT-A） 日本

2013年にイプシロンロケットで打ち上げられた、太陽系内の他の惑星の気象現象を継続的に観測するための、小型の宇宙望遠鏡。主鏡の口径は20cmと小型で、極端紫外線の領域で観測を行う。小型ではあるが、地上観測と比べて、大気による散乱が無いためコントラストが高い。
- 太陽系外惑星探査衛星 「COROT」

2006年12月27日に、フランス国立宇宙機関及びヨーロッパ宇宙機関が打ち上げた、太陽系外惑星の精密な観測を行う初の衛星。恒星の周辺を回る惑星がもたらす食を観測するトランジット法を用いることで、太陽系外惑星の存在を正確に観測することが目的。地球から1500光年離れた恒星周辺の惑星系を発見したり、地球型惑星と思われる天体を発見するなどの成果を上げた。2014年6月に運用終了。
- ケプラー宇宙望遠鏡

2009年3月7日打ち上げ。太陽系外惑星の精密探査をするために、アメリカ航空宇宙局（ゴダード宇宙飛行センター）等が打上げた宇宙望遠鏡。ケプラーの名前は、惑星軌道の法則を発見した天文学者ヨハネス・ケプラーの名前から。2600個以上の惑星を発見、50万個以上の恒星を観測したのち、2018年10月に運用終了。
- ハーシェル宇宙望遠鏡

2009年5月14日打ち上げ。ヨーロッパ宇宙機関が打ち上げた宇宙望遠鏡。波長60 - 670µmの赤外線を観測する。口径は3.5m。アリアン5ロケットを使い、マイクロ波天文衛星プランクと共に打ち上げ。2013年4月に運用終了。
- TESS

2018年4月18日打ち上げ。太陽系外惑星の精密探査をするために、NASA（ゴダード宇宙飛行センター）、マサチューセッツ工科大学等が打上げた宇宙望遠鏡。ケプラー宇宙望遠鏡よりも広角の望遠鏡を4つ備えている。
- ジェイムズ・ウェッブ宇宙望遠鏡アメリカ合衆国

2021年12月25日打ち上げ。ハッブル望遠鏡の2.5倍ある直径6.5 m もの巨大な主鏡を持つ宇宙望遠鏡。ハッブル望遠鏡引退後の後継機と目されている。この宇宙望遠鏡には近赤外線カメラなどが搭載されており、約100億光年という遠距離にある天体から放射される微弱な赤外線（赤外線領域にスペクトルが偏移している）の観測に主眼が置かれている。ハッブル望遠鏡とは異なり、紫外線・可視光の観測能力は持たない。

## 中止
- Terrestrial Planet Finder (TPF) アメリカ合衆国

太陽系外地球型惑星を探査するために、アメリカ航空宇宙局（エイムズ研究センター）、プリンストン大学等が計画した宇宙望遠鏡。小口径の宇宙望遠鏡数台による開口合成型宇宙望遠鏡として計画が準備されたが、資金調達が叶わず2011年に開発中止が決定された。
- 超新星/加速探査機 SNAP アメリカ合衆国

宇宙の加速膨張の研究のため、2013年の打ち上げを目指していたが、2010年に後述のWFIRSTへ計画が統合された。
- 暗黒エネルギー宇宙望遠鏡 Destiny アメリカ合衆国

2013年の打ち上げを目指し、暗黒エネルギーの調査を行う予定だった。3000個以上の遠距離での超新星爆発を観測することによって宇宙の膨張を測定し、また数百万個の銀河系の弱い重力レンズ効果を観測することによって宇宙の物質構造を捕らえる計画。2010年に後述のWFIRSTへ計画が統合された。
- ダーウィン 欧州連合

2015年以降に打ち上げを計画していた。口径3 - 4mの赤外線宇宙望遠鏡を三機編隊で飛行させ太陽系外地球型惑星を観測する欧州宇宙機関の計画。費用が高すぎるとして2007年に打ち切られた。
- コンステレーション-X アメリカ合衆国

X線宇宙望遠鏡であり、超大質量ブラックホール周囲を周回する天体の引きずり込まれる時の事象の地平面等を観測する。2017年からの観測を目指していた。後継計画は、International X-ray Observatory。
- International X-ray Observatory (IXO)（英語版）[2]アメリカ合衆国、欧州連合、日本  NASAのコンステレーション-X計画と、ESAとJAXAの計画が統合されたX線宇宙望遠鏡であり、超大質量ブラックホール周囲を周回する天体の引きずり込まれる時の事象の地平面等を観測する予定で、2021年からの運用を目指していた。2011年に予算の問題で打ち切られたが、Advanced Telescope for High Energy Astrophysics (ATHENA)（英語版）で再起動されている。
- 赤外線天文衛星 (SPICA)日本

2020年10月に取り下げられた計画。宇宙航空研究開発機構及び国立天文台が中心となって2028年の実現に向けて検討が行われてきた、大型宇宙望遠鏡。日本の宇宙用赤外線観測機器としては、SFU に搭載された観測装置のIRTS、掃天観測用の赤外線天文衛星「あかり」 に続いて3機目。口径2.5mを想定しており、H3ロケットでの打上げを計画していた。

## 将来
様々なメリットやデメリットはあるが、現在アメリカ合衆国、欧州連合、日本では将来の宇宙望遠鏡計画が予定されている。その一部を以下に示す。なお、計画中とは、構想段階にある宇宙望遠鏡。予定とは、打ち上げスケジュールが確定している宇宙望遠鏡のこと。
- 巡天 (Xuntian)（予定） 中国   2024年に打ち上げが予定されている宇宙望遠鏡[5]。ハッブル宇宙望遠鏡の300倍の視野を持つとされており、10年間で全天の40％を撮影することが期待されている。

- ナンシー・グレース・ローマン宇宙望遠鏡 (旧称WFIRST)（予定) アメリカ合衆国

2025年に打ち上げが予定されている、ハッブル宇宙望遠鏡と同口径の2.4mの主鏡を備え100倍の広視野に渡り近赤外線での観測を行う宇宙望遠鏡。
- 宇宙重力波望遠鏡 (LISA) （計画中）アメリカ合衆国、欧州連合

超長基線型重力波望遠鏡。3台のレーザ干渉計からなる、最長300万kmの超長基線型レーザー干渉計を宇宙空間に展開して観測を行う計画。2015年に機器の実証としてLISA パスファインダーが打上げられた。2034年に、人工惑星軌道に構築される予定。
- ビッグバンオブザーバー（構想中）アメリカ合衆国、欧州連合

LISAの後継機であり、より高精度の観測を行う。
- 大型紫外可視近赤外線宇宙望遠鏡(LUVIOR) （構想中）アメリカ合衆国

直径15.1mのLUVOIR-Aと直径8mのLUVOIR-Bの2種類を設計する。 LUVOIRは、紫外線、可視光線、近赤外線の波長の光を観測する想定。
- オリジンズ宇宙望遠鏡（構想中）アメリカ合衆国

中・遠赤外線宇宙望遠鏡の構想、2035年打ち上げを想定している。
その他にも、電波天文衛星 「はるか」 の後継衛星 (ASTRO-G) や国際宇宙ステーション (ISS) における観測（EUSO計画）等も、現在計画が立案され検討及び開発、そして観測準備が進められている。

## その他
宇宙望遠鏡を構築し、運用を行うためには、巨額の費用がかかるため、1ヵ国だけでは難しい時代に入っている。そのため、観測機器や望遠鏡本体の構築においても、国際協力体制の中で進められている。

## 関連研究所
- アメリカ合衆国 - アメリカ航空宇宙局
- ヨーロッパ連合 - ヨーロッパ宇宙機関
- 中国 - 中国国家航天局
- ロシア - ロスコスモス
- 日本 - 宇宙航空研究開発機構、国立天文台